# Iglesia de Santa Isabel de Portugal (Zaragoza)
La Iglesia de Santa Isabel de Portugal, también conocida como de San Cayetano, es un templo católico de construcción barroca, situado en Zaragoza, la capital de Aragón, España. Se encuentra en la Plaza del Justicia. Aunque también está dedicada a los santos de la Orden de los Teatinos, Cayetano de Thiene y Andrés Avelino, la devoción de su feligresía se inclina preferentemente[cita requerida] a Isabel de Aragón y Sicilia, reina de Portugal por su matrimonio con Dionisio I y madre de Alfonso IV. Asimismo fue infanta de Aragón por haber sido hija del rey Pedro III el Grande.
Tras ser canonizada Isabel en 1625, su culto se extendió rápidamente por toda la región aragonesa. En atención a ello, el Cabildo Metropolitano de Zaragoza, realizó en 1678 la propuesta para edificar un templo a la santa. La Orden Teatina fue decidida impulsora del proyecto, por lo que dos de sus santos más ilustres, Cayetano de Thiene y Andrés Avelino, fueron consagrados como patrones de la iglesia al lado de Santa Isabel.
La construcción del templo se inició en 1682 por los maestros de obras Miguel Sanclemente, Pedro Martínez, Miguel Cebollero y Francisco López. Los ricos trabajos de labra en alabastro que adornan la fachada se debieron a los maestros ensambladores Jaime Ayer y Francisco Pérez Artigas.
El interior del templo destaca por su forma de cruz griega y su retablo, muestra del barroco aragonés, hecho en su mayoría de jaspes.
La fachada otorga al templo un aire de superioridad barroca, tan característica de las construcciones realizadas en las postrimerías del siglo XVII. En el frontispicio de Santa Isabel convergen las líneas y formas en el incipiente estilo churrigueresco, cuya eclosión apenas comenzaba.

## Historia
La historia del templo se remonta a 1678, durante la época de construcción de El Pilar y San Juan de los Panetes. En ese tiempo se habían remozado varias iglesias, de las que destacaba La Seo, con su magnífico campanario barroco.
Para entonces, había crecido a tal extremo la devoción por Santa Isabel de Portugal, infanta de Aragón nacida en el Palacio de la Aljafería, que los sacerdotes comenzaron a plantearse la posibilidad de erigir un templo en su honor. El Cabildo hizo la solicitud y Lorenzo Onofre Colonna, virrey de Aragón, aprobó la construcción del templo.

En 1681 se llegó a un acuerdo con la Orden de los Teatinos con respecto a la compra del solar donde se levantaría el nuevo templo. Originalmente, los cayetanos —nombre con el que eran conocidos los teatinos— deseaban ese terreno para un convento de su orden, pero la idea de los clérigos del Cabildo les convenció y aceptaron cederlo para iniciar la edificación ese mismo año. Para entonces un nuevo virrey otorgó la debida autorización, Jaime Fernández de Híjar.

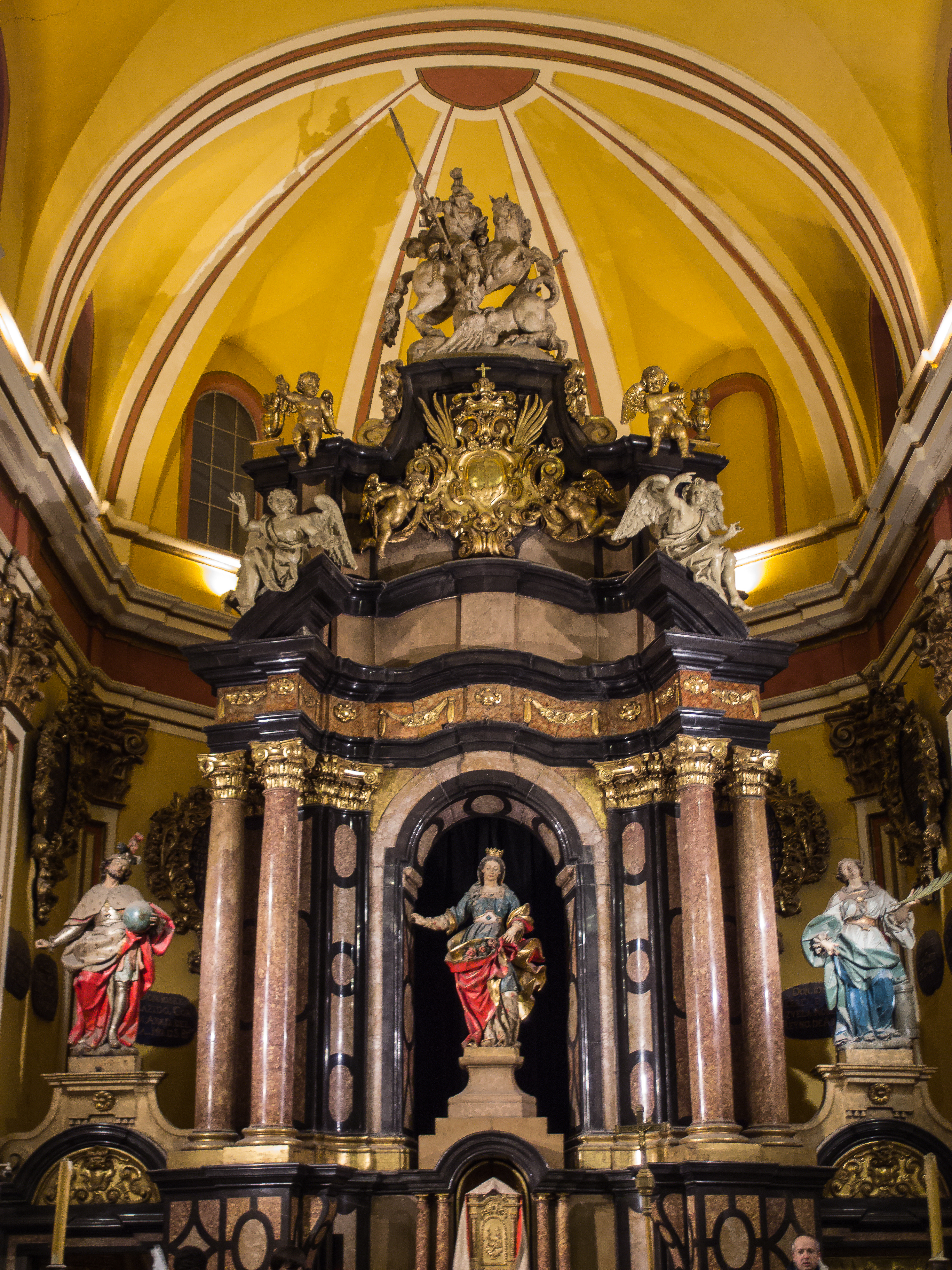
Retablo mayor de la iglesia de Santa Isabel de Portugal.

Una de las más importantes organizaciones impulsoras fue la Diputación del General del Reino de Aragón, que donó gran parte de su presupuesto para la construcción. Finalmente, en 1704, la Iglesia de Santa Isabel de Portugal fue terminada, aunque el pueblo zaragozano la conocía como «de San Cayetano», dada la influencia de la Orden en la ciudad.
Tras ser abolida la Diputación en 1708, el templo pasa a ser mantenido por el Cabildo. En 1835, el decreto de desamortización de Mendizábal extinguía la orden de los Teatinos y enviaba a la venta sus propiedades. En 1842, cedida por el estado, la Iglesia de Santa Isabel pasó a ser propiedad de la Diputación Provincial de Zaragoza, que se obligaba expresamente a velar por su conservación, pero quedó bajo el cuidado de la Hermandad de la Sangre de Cristo. En 1898 se ratifica formalmente a la Hermandad de la Sangre de Cristo el usufructo sobre la iglesia.
El 17 de octubre de 1914 fueron trasladados a esta iglesia los restos mortales de Juan de Lanuza, Justicia de Aragón fallecido durante las Alteraciones de Aragón de 1591. Hasta entonces habían reposado en la Casa Consistorial.
En 1963 terminó de construirse la Capilla de San Jorge, que pasó a componer uno de los principales atractivos de la iglesia. Su edificación fue dirigida por el arquitecto José Barqué.
Desde 1964 se establecieron de nuevo los teatinos. La Diputación Provincial de Zaragoza destinó una partida presupuestaria para la restauración del templo, en malas condiciones de conservación.
En 1998 terminó un proceso de restauración integral que se había prolongado 10 años. Desde entonces, el edificio acoge conciertos, exposiciones y otros acontecimientos culturales además de algunos actos religiosos.

## Epicentro de laSemana Santa
Durante la celebración de la Semana Santa de Zaragoza, el templo adquiere gran importancia. De él parte la procesión del Santo Entierro, pues es la sede canónica de, entre otras, la Muy Ilustre, Antiquísima y Real Hermandad de la Preciosísima Sangre de Nuestro Señor Jesucristo y Madre de Dios de Misericordia y aquí se conserva la venerada imagen del Cristo de la Cama.
Es sede canónica de las siguientes cofradías:
- Junta Coordinadora de Cofradías de la Semana Santa de Zaragoza
- Cofradía de la Entrada de Jesús en Jerusalén
- Hermandad de San Joaquín y de la Virgen de los Dolores
- Cofradía de las Siete Palabras y de San Juan Evangelista
- Cofradía de Nuestra Señora de la Piedad y del Santo Sepulcro
- Muy Ilustre, Antiquísima y Real Hermandad de la Preciosísima Sangre de Nuestro Señor Jesucristo y Madre de Dios de Misericordia

## Descripción

### Exterior

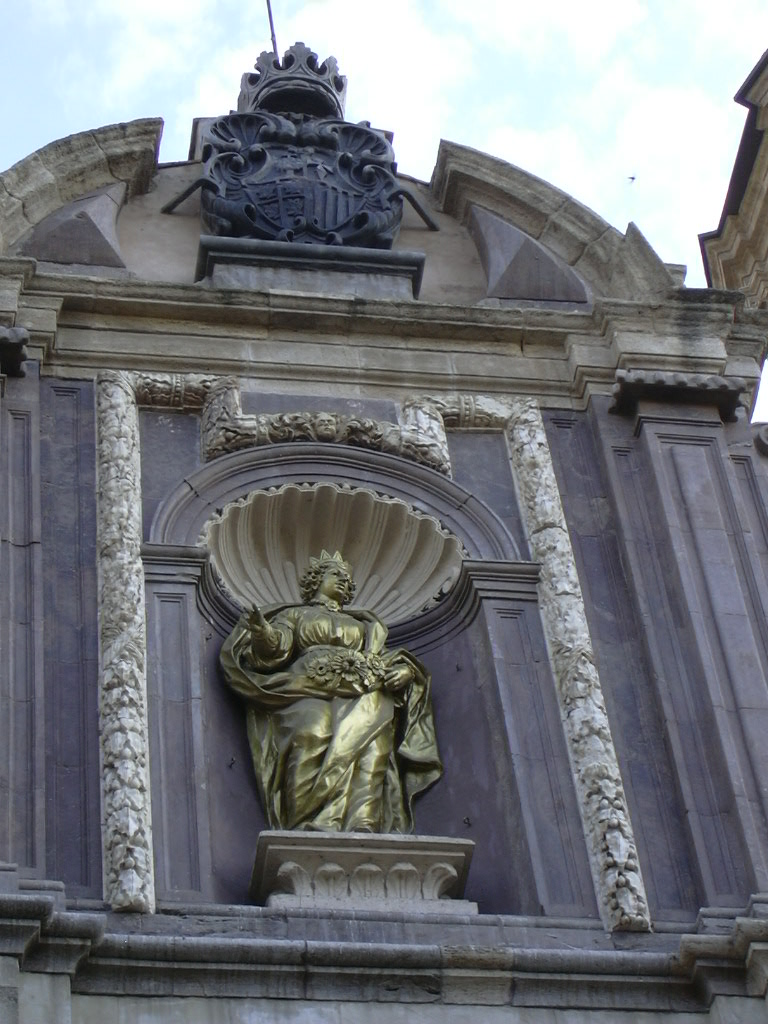
Detalle de la hornacina de Santa Isabel. Arriba, el escudo de Aragón.

El frontispicio está trabajado en alabastro, de colores blanco y oscuro; mármol y yeso. Los constructores encargados de llevar a buen término esta empresa fueron Jaime Ayer y Francisco Pérez Artigas. En el centro de la fachada hay un gran Blasón del Reino de Aragón cuartelado con el Árbol de Sobrarbe y la Cruz de Iñigo Arista arriba, y abajo la Cruz de San Jorge con las cuatro cabezas de reyes moros, que es Alcoraz, y las Cuatro Barras. Estatuas doradas se insertan a lo alto y ancho de la fachada, con los santos co-patronos del templo: arriba Santa Isabel de Aragón y Sicilia, Reina consorte de Portugal; más abajo, en sendas hornacinas, las estatuas orantes de Andrés Avelino y Cayetano de Thiene, ambos de la Orden Teatina.
En la parte exterior puede apreciarse un juego de colores y líneas churriguerescas, combinando piedras en tonos claros y oscuros.
Las dos sencillas torres de ladrillo coronan una estructura bastante recargada, como era tradición en el barroco español. La planta es de cruz griega, inspirada en la iglesia de San Cayetano en Madrid y en algunos modelos de templos romanos. Siempre se ha advertido una estrecha relación entre el barroco italiano y el español.
La imagen dorada de Santa Isabel en la hornacina superior es una estatua un poco abierta y girada hacia el exterior, a fin de que puedan verse las rosas con las que la historiografía suele representarla.

### Interior

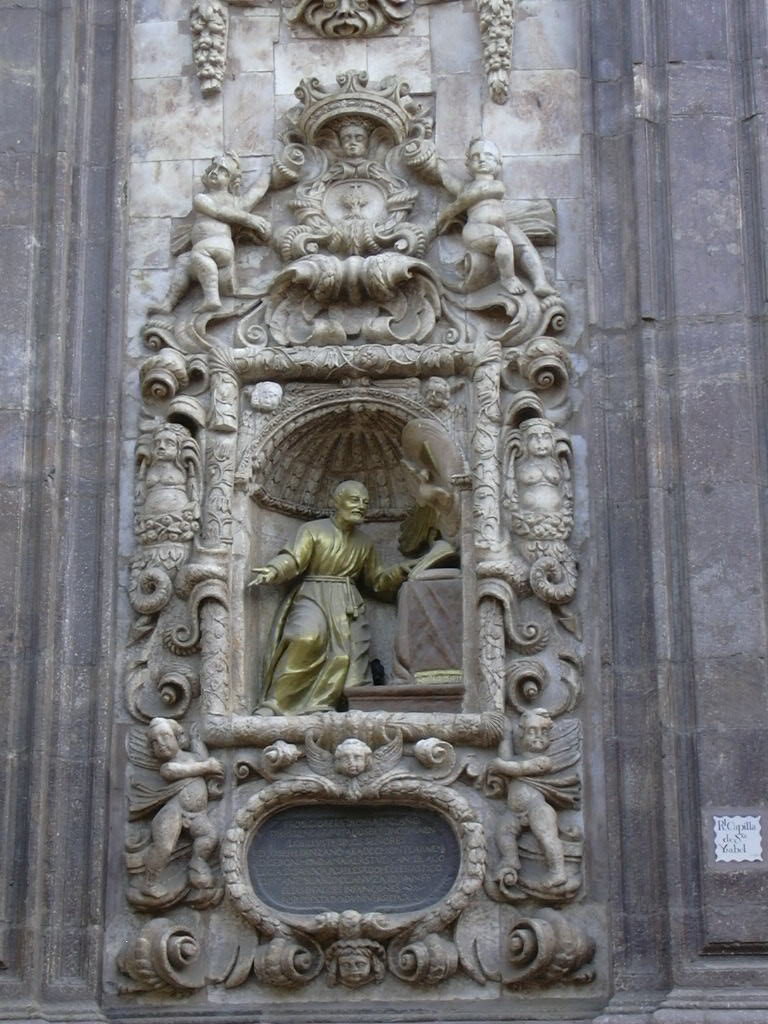
Estatua de San Andrés Avelino.

El techo ha sido elaborado en oro, formado por una cúpula central y otras cuatro de carácter menor. Cabe destacar que la cúpula del centro da la apariencia de estar elevada sobre un airoso tambor, y, en sí, todo el sistema de cúpulas es similar al de la Basílica del Pilar.
El retablo central de la iglesia, elaborado entre 1750 y 1760, es uno de los más apreciados por la feligresía zaragozana. Fue elaborado por José Ramírez de Arellano, participante activo de las obras en El Pilar. Tiene una estructura policromada y destaca el uso de jaspes, mármoles y estuco pintado imitando oro. Del retablo proviene la estatua ecuestre de san Jorge, que adorna la Diputación Provincial de Zaragoza.
De la época en que fue labrado el retablo central data un cuadro alusivo a San Jorge alanceando al dragón.